# Hensley Paulina
Hensley Paulina (* 26. Juni 1993 in Willemstad, Curaçao) ist ein niederländischer Leichtathlet aus Curaçao, der sich auf den 100-Meter-Lauf spezialisiert hat.

## Sportliche Laufbahn
Erste internationale Erfahrungen sammelte Hensley Paulina bei den CARIFTA-Games 2009 in Vieux Fort, bei denen er im 100-Meter-Lauf mit 11,09 s im Vorlauf ausschied und auch über 200 Meter kam er mit 22,57 s nicht über die erste Runde hinaus. Anschließend erreichte er bei den Jugendweltmeisterschaften in Brixen über 100 Meter das Viertelfinale, in dem er mit 11,05 s ausschied und mit der Sprintstaffel (1000 Meter) der niederländischen Antillen verpasste er mit 1:58,58 min den Finaleinzug. Im Jahr darauf belegte er bei den U23-Südamerikameisterschaften, die im Zuge der Südamerikaspiele in Medellín ausgetragen wurden, in 10,55 s den vierten Platz über 100 Meter und anschließend wurde er bei den CARIFTA-Games in George Town im Finale über 100 Meter disqualifiziert, wurde dort aber in 21,42 s Vierter über 200 Meter. Daraufhin startete er über 200 Meter bei den Juniorenweltmeisterschaften im kanadischen Moncton, wurde dort aber in der ersten Runde disqualifiziert. Anschließend sollte er bei den erstmals ausgetragenen Olympischen Jugendspielen in Singapur an den Start gehen, startete dort aber kurzfristig nicht. 2011 schied er bei den CARIFTA-Games in Montego Bay mit 10,92 s bzw. 22,05 s jeweils im Vorlauf über 100 und 200 Meter aus und anschließend scheiterte er bei den Zentralamerika- und Karibikmeisterschaften in Mayagüez mit 10,81 s in der ersten Runde über 100 Meter und verpasste auch mit der 4-mal-100-Meter-Staffel Curaçaos mit 41,49 s den Finaleinzug.
Seit 2012 startet er für die Niederlande und schied bei den Juniorenweltmeisterschaften in Barcelona mit 10,81 s im Vorlauf über 100 Meter aus. Im Jahr darauf gewann er dann bei den U23-Europameisterschaften in Tampere in 10,48 s die Bronzemedaille über 100 Meter hinter den Briten Adam Gemili und Deji Tobais. Zudem konnte er den Vorlauf mit der niederländischen 4-mal-100-Meter-Staffel nicht beenden. Im August startete er im Staffelbewerb bei den Weltmeisterschaften in Moskau und klassierte sich dort mit 38,37 s auf dem fünften Platz. Bei den IAAF World Relays 2014 in Nassau konnte er den B-Finallauf mit der 4-mal-100-Meter-Staffel nicht beenden und im August wurde er bei den Europameisterschaften in Zürich in 38,60 s Fünfter mit der Staffel. Bei den IAAF World Relays 2015 auf den Bahamas belegte er in 39,41 s den siebten Platz im B-Finale. Anschließend erreichte er bei den U23-Europameisterschaften in Tallinn nach 10,40 s Rang vier über 100 Meter und schied im 200-Meter-Lauf mit 21,17 s in der Vorrunde aus. Zudem wurde er im Staffelbewerb im Finale disqualifiziert. Ende August schied er dann bei den Weltmeisterschaften in Peking mit 38,41 s im Vorlauf mit der Staffel aus. Im Jahr darauf erreichte er bei den Hallenweltmeisterschaften in Portland das Halbfinale im 60-Meter-Lauf und schied dort mit 6,73 s aus. Anfang Juli erreichte er bei den Europameisterschaften in Amsterdam über 100 und 200 Meter ebenfalls das Halbfinale und schied dort mit 10,33 s bzw. 23,49 s aus. Mit der Staffel startete er im August bei den Olympischen Spielen in Rio de Janeiro und verpasste dort mit 38,53 s den Finaleinzug.
Bei den IAAF World Relays 2017 in Nassau konnte er das Finalrennen mit der 4-mal-100-Meter-Staffel nicht beenden und bei den Weltmeisterschaften im August in London schied er mit der Staffel mit 38,66 s im Vorlauf aus. Im Jahr darauf schied er bei den Europameisterschaften in Berlin mit 10,38 s im Halbfinale über 100 Meter aus und gewann mit der Staffel in 38,03 s die Bronzemedaille hinter den Teams aus dem Vereinigten Königreich und der Türkei. Bei den IAAF World Relays 2019 in Yokohama schied er mit 38,67 s in der Vorrunde aus und Anfang Oktober erreichte die niederländische Stafette bei den Weltmeisterschaften in Doha mit neuem Landesrekord von 37,91 s das Finale, in dem sie dann aber disqualifiziert wurden. Auch bei den World Athletics Relays 2021 im polnischen Chorzów erreichte er das Finale mit der 4-mal-100-Meter-Staffel, konnte das Rennen dort aber nicht beenden. Im Jahr darauf verpasste er bei den Weltmeisterschaften in Eugene mit 39,07 s den Finaleinzug mit der Staffel. 2023 wurde er bei der 1. Liga der Team-Europameisterschaft im Rahmen der Europaspiele in Chorzów in 38,77 s Dritter mit der Staffel im A-Lauf und im August schied er bei den Weltmeisterschaften in Budapest im Vorlauf aus.
2019 wurde Paulina niederländischer Meister im 100-Meter-Lauf.

## Persönliche Bestleistungen
- 100 Meter: 10,23 s (+0,4 m/s), 22. April 2016 in Gainesville
  - 60 Meter (Halle): 6,64 s, 5. März 2016 in Jablonec nad Nisou
- 200 Meter: 20,62 s (+0,9 m/s), 24. Juni 2016 in Rhede